# Оловянишникова, Любовь Сергеевна
Любовь Сергеевна Оловянишникова (род. 3 мая 1982 года) - российская пловчиха в ластах.

## Карьера
Чемпионка мира 2003 года в эстафете 4х3000 метров.